# Zenão (oficial do prefeito pretoriano)
Zenão (em latim: Zeno; em grego: Ζήνων; romaniz.: Zénon) foi um reitor romano de origem grega que esteve ativo no Oriente durante o reinado do imperador Constâncio II (r. 337–361). É mencionado em 360, quando foi oficial (em latim: officialis), ou seja, membro do pessoal do prefeito pretoriano do Oriente Hermógenes ou Helpídio.